# Stanisław Maciszewski

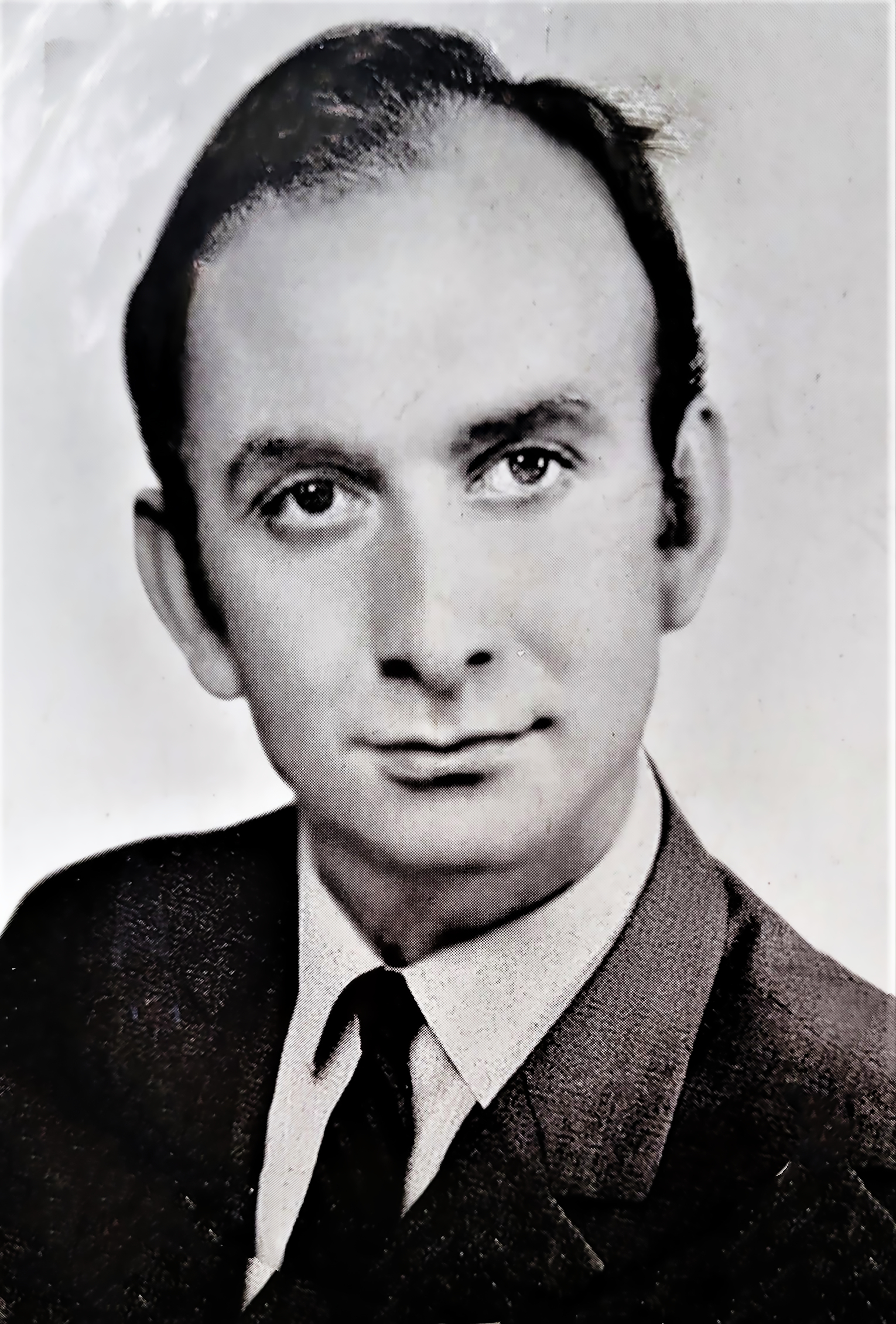
Stanisław Maciszewski

Stanisław Maciej Maciszewski (ur. 1936, zm. 13 stycznia 1981 w Warszawie) – choreograf, tancerz.

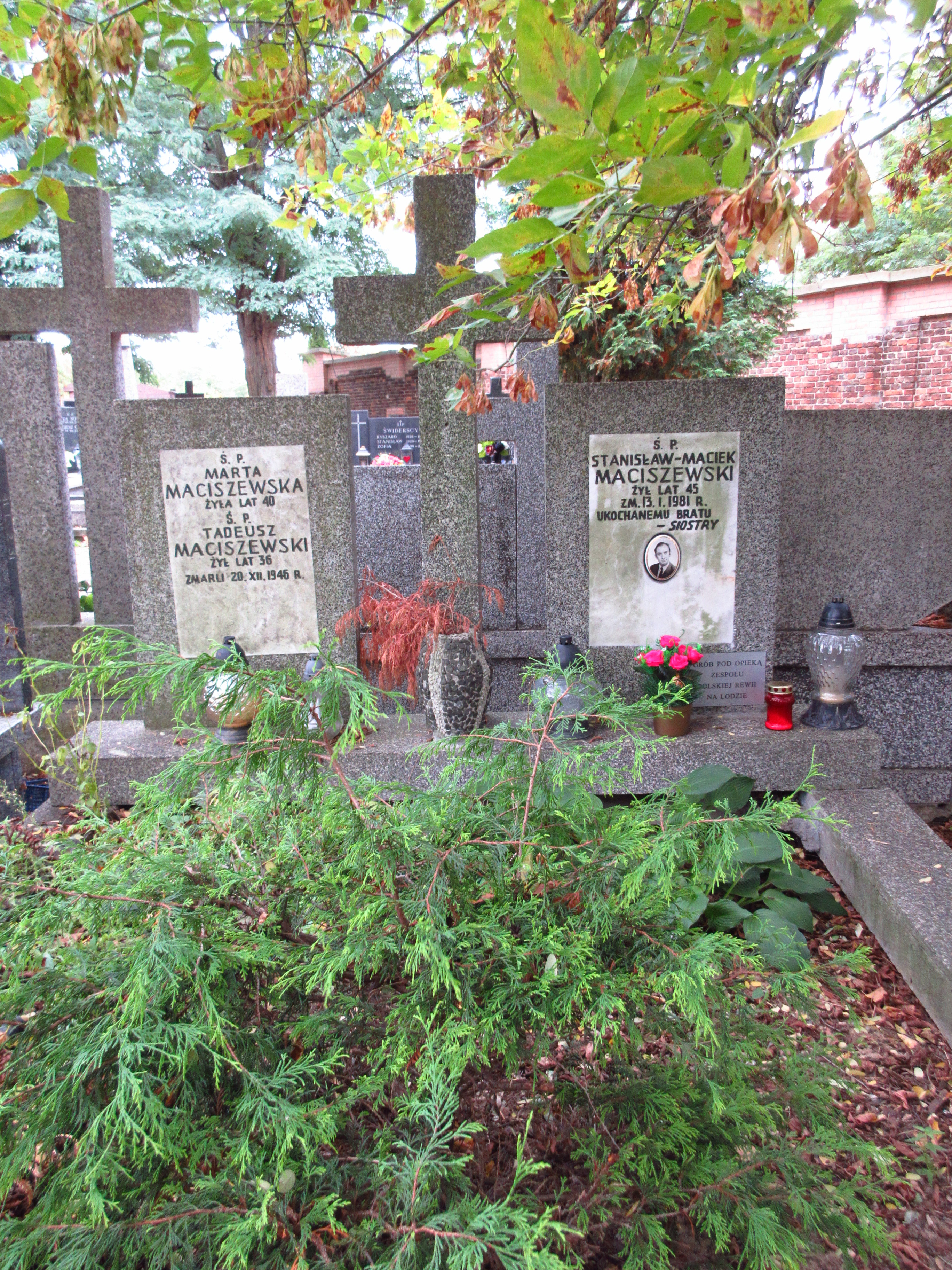
Grób Stanisława Maciszewskiego na Cmentarzu Bródnowskim.

Przez wiele lat był związany z Państwowym Zespołem Ludowym Pieśni i Tańca „Mazowsze”, gdzie był jednym z tancerzy. Gdy w 1974 roku rozpoczęto tworzenie Polskiej Rewii na Lodzie Stanisław Maciszewski miał 38 lat i posiadał wiedzę związaną z tańcem i choreografią. Konstanty Ciciszwili i Bolesław Staniszewski zaproponowali mu pracę w charakterze głównego choreografa. Maciszewski był związany z Polską Rewią na Lodzie aż do swojej nagłej śmierci w 1981 roku. Rok później nastąpiło rozwiązanie Rewii. Pochowany na cmentarzu Bródnowskim (kwatera 41L-2-33). 